# 斯赤赞普
斯赤赞普（藏語：སྲིབ་ཁྲི་བཙན་པོ，威利转写：Srib-khri btsan-po，?—?），又译师赤赞布、使赐赞普、锡墀赞薄。按照藏族的传统他是吐蕃王朝第7任赞普，吐蕃王朝早期天赤七王之七。